# THE BEST '03〜'09
THE BEST '03〜'09（ザ・ベスト ぜろさんからぜろきゅう）は、2009年4月15日に安藤裕子がリリースしたベスト・アルバム。発売元はcutting edge。

## 解説
歌手としての活動を開始した2003年から2009年までに発表した新曲を含む約70曲から本人が選曲した。
発売形態は2パターンあり、1つはシングル曲やアルバムリード曲を中心とした13曲収録のDisc-1と、Disc-1には入りきらなかったという15曲を収録したDisc-2の2CD形態のものである。また、もう一つは、Disc-1にデビュー曲「サリー」から新曲「はじまりの唄」までの全16曲のPVを収録したDVDをセットしたCD+DVDの形態のものである。どちらにも「初回限定激レア特典」として、安藤裕子本人が書き下ろした手記「唄い前夜」が同封された。また、初回特典として、タワーレコードではスリーブケース、ローソンではポストカードが封入された。さらに、各ディスクには応募券が同封されており、購入者限定プレゼントとして「安藤裕子本人に似顔絵を書いてもらえる特賞」や、「ライブバックステージ招待」などの特典が用意された。
これまで発表したミニアルバムを含む6枚のアルバムのうち、4枚がCCCDであったため、Ted Jensenのリマスターによる高音質CDで発売される本作はファンに歓迎されたが、両方買うとDisc-1が2枚になってしまうため発売形態を巡って物議を醸した。

### Disc.1
1. のうぜんかつら（リプライズ）
2. パラレル
3. サリー
4. ドラマチックレコード
5. 忘れものの森
6. あなたと私にできる事
7. TEXAS
8. 海原の月
9. The Still Steel Down
10. Lost child,
11. 唄い前夜
12. 隣人に光が差すとき
13. 聖者の行進
14. はじまりの唄

### Disc.2
1. 水色の調べ
2. Green Bird Finger.
3. 雨唄
4. み空
5. HAPPY
6. さみしがり屋の言葉達
7. 煙はいつもの席で吐く
8. 蒔かれた種について
9. SUCRE HACACHA
10. summer
11. ニラカイナリィリヒ
12. 再生
13. 安全地帯
14. さよならと君、ハローと僕
15. 六月十三日、強い雨。

### 初回限定盤DVD
1. サリー
2. ドラマチックレコード
3. 忘れものの森
4. 水色の調べ
5. 隣人に光が差すとき
6. あなたと私にできる事
7. Lost child,
8. さみしがり屋の言葉達
9. のうぜんかつら（リプライズ）
10. TEXAS
11. The Still Steel Down
12. 唄い前夜
13. 海原の月
14. パラレル
15. HAPPY
16. はじまりの唄